# مايكل بي مالون
مايكل بي مالون (بالإنجليزية: Michael P. Malone)‏ هو مؤرخ أمريكي، ولد في 18 أبريل 1940 في بوميروي في الولايات المتحدة، وتوفي في 21 ديسمبر 1999 في بوزيمان في الولايات المتحدة بسبب نوبة قلبية.